# Canal+ Grand Écran
Canal+ Grand Écran est une chaîne de télévision thématique payante française privée consacrée à la diffusion de films et appartenant au bouquet Les Chaînes Canal+, du Groupe Canal+ dans le groupe Vivendi, lui même contrôlé par le groupe Bolloré.

## Historique de la chaîne
Le 20 janvier 2022, le groupe Canal+ annonce la création de la chaîne Canal+ Grand Écran. Elle s'ajoute aux différentes chaînes cinéma créées dans les offres du groupe Canal+ depuis 1993. Canal+ Grand Écran est consacrée aux grands succès et personnalités du cinéma; films, acteurs, réalisateurs ou producteurs.
Canal+ Grand Écran commence à émettre le 8 février 2022, sur les canaux 14 et 31. Elle diffuse ses programmes d'environ 6 h 30 à 3 h du matin[réf. nécessaire].

### Identité graphique
Le 1er septembre 2023, toutes les chaînes Canal+ dont la déclinaison « Grand Écran », bénéficient d'une refonte de leur identité visuelle.

Logo de Canal+ Grand Écran du 8 février 2022 au 1er septembre 2023.
Logo de Canal+ Grand Écran depuis le 1er septembre 2023.

### Voix-off
- Sylvain Agäesse (depuis 2025)

## Programmes
La programmation de Canal+ Grand Écran est essentiellement composée de films de référence, incontournables, cultes, souvent récompensés dans les plus grands festivals et par le monde du cinéma. Ce sont des films de tous les genres des années 1980 à nos jours, avec quelques grands classiques.
Canal+ Grand Écran diffuse plus de 300 films différents par an. La chaine diffuse environ 11 films par jour. La chaîne est doté d'un budget pour l'achat de films,.
Les prime-times sont organisés par thème :
- Cinéma Culte : le samedi.
- Cinéma Aventure : le dimanche.
- Cinéma Émotion : le lundi.
- Cinéma Comédie : le mardi.
- Cinéma Signature : le mercredi.
- Cinéma Action : le jeudi.
- Cinéma Petits&Grands : le vendredi.

Une semaine entière peut être consacrée autour d'acteurs et d'auteurs. De même, une journée entière peut être consacrée à des sagas et des franchises.

## Diffusion
Canal+ Grand Écran commence sa diffusion sur les Satellite de Canal, via le Câble, l'ADSL ou la Fibre de SFR TV, Bouygues Telecom, Freebox TV ou La TV d'Orange, via son site internet et son application mobile MyCanal.
Elle est présente dans le bouquet Les chaînes Canal+.
La chaîne est également diffusée en Suisse dans l'offre de Canal+ Suisse.